# Matthew White Ridley (3e vicomte Ridley)
Matthew White Ridley (16 décembre 1902 - 25 février 1964) est un pair britannique, propriétaire foncier, et conducteur de voiture de course. Il a pour titre de 3e vicomte Ridley, de  3e baron Wensleydale et de 7e baronnet Ridley.

## Biographie

### Jeunesse et éducation
Ridley est le fils et l'héritier de Matthew White Ridley (2e vicomte Ridley) et Rosamond Cornelia Gwladys Guest, fille d'Ivor Guest (1er baron Wimborne). Il accède aux titres de famille alors qu'il n'a que 13 ans, après la mort de son père le 14 février 1916. Il fréquente le Collège d'Eton et le Balliol College d'Oxford .

### Courses
Ridley est un ingénieur autodidacte et passionné de course automobile. Au domaine familial, Blagdon Hall, il conçoit et construit sa propre voiture pour défier les records de vitesse des véhicules de classe H (501 - 750 cm3) . En 1931, il établit le record du «kilomètre volant et du mille volant» en classe internationale A à Brooklands, avec des vitesses moyennes de 105,42 mph (kilomètre) et 104,56 mph (mile) . Il est grièvement blessé dans un accident à Brooklands à la fin de la saison 1931, lorsque sa voiture aurait atteint une vitesse de 112. mph.

### Carrière
Il hérite de domaines considérables dans le Northumberland (10 000 acres) et consacre sa vie aux affaires publiques. Il est membre du Northumberland County Council de 1928 à sa mort et président de l'Association de développement du Nord-Est, de l'Association de développement et d'industrie du Nord-Est, du Conseil régional du Nord pour l'Industrie, et de la Rock Building Society .
En affaires, il est également président de Consett Iron Works, directeur de la compagnie de bateaux à vapeur Moor Line et membre du conseil d'administration de la Lloyds Bank .
Ridley sert comme officier dans le Northumberland Yeomanry, est colonel honoraire du Tyne Electrical Engineers et est actif dans l'armée territoriale. Au niveau national, il est directeur de la production d'hydrogène pour le ministère de l'Air, directeur des véhicules de production à gaz pour le ministère des transports et contrôleur régional nord du ministère de la production . Pendant la Seconde Guerre mondiale, il conçoit un moteur auxiliaire pour les hydravions Sunderland .
En 1937, il devient président du conseil du King's College de Newcastle et joue un rôle important dans la création de la nouvelle université de Newcastle upon Tyne .
Le vicomte Ridley est investi en tant que Commandeur de l'Ordre de l'Empire britannique dans les honneurs du Nouvel An 1938 pour les «services publics à Durham et Tyneside».

### Famille
Ridley épouse Ursula Lutyens, fille de Sir Edwin Lutyens et Lady Emily Bulwer-Lytton (fille de Robert Bulwer-Lytton, 1er comte de Lytton), le 13 octobre 1924. Ils ont trois enfants:
- Matthew White Ridley (4e vicomte Ridley) (29 juillet 1925-22 mars 2012)
- Nicholas Ridley (baron Ridley de Liddesdale) (17 février 1929 - 4 mars 1993)
- L'hon Laura Consuelo Ridley, qui épouse Adrian Carrick.